# Poplavka
Poplavka  (ucraniano: Поплавка) es una localidad del Raión de Kotovsk en el Óblast de Odesa de Ucrania. Según el censo de 2001, tiene una población de 64 habitantes.